# Costa Rica en la Liga de Naciones de la Concacaf
La Selección de fútbol de Costa Rica ha participado en 3 ocasiones la Liga de Naciones de la Concacaf.
Su primera participación fue en la Liga de Naciones de la Concacaf 2019-20, donde ocupó el cuarto lugar en su debut.

## 2019-20

### Fase de grupos - Grupo D
| Pos. | Equipo     | Pts. | PJ | G | E | P | GF | GC | Dif. | Clasificación                                                |
| ---- | ---------- | ---- | -- | - | - | - | -- | -- | ---- | ------------------------------------------------------------ |
| 1    | Costa Rica | 6    | 4  | 1 | 3 | 0 | 4  | 3  | +1   | Finales y Copa de Oro de la Concacaf 2021                    |
| 2    | Curazao    | 5    | 4  | 1 | 2 | 1 | 3  | 3  | 0    | Copa de Oro de la Concacaf 2021                              |
| 3    | Haití      | 3    | 4  | 0 | 3 | 1 | 3  | 4  | −1   | Descenso y Play-offs para la Copa de Oro de la Concacaf 2021 |

 Fuente: Concacaf
Criterios de clasificación: Puntos · Diferencia de goles · Goles a favor · Enfrentamiento directo · Puntos disciplinarios · Sorteo
| 10 de octubre de 2019 | Haití       | 1:1 (0:0) | Costa Rica | Estadio Thomas Robinson, Nasáu                          |                                                         |
| 21:00                 | Pierrot 82' | Reporte   | 53' Ortiz  | Asistencia: 4 012 espectadores Árbitro(s): Drew Fischer | Asistencia: 4 012 espectadores Árbitro(s): Drew Fischer |

| 13 de octubre de 2019 | Costa Rica | 0:0     | Curazao | Estadio Morera Soto, Alajuela                                 |                                                               |
| 20:00 (18:00 UTC-6)   |            | Reporte |         | Asistencia: 7 256 espectadores Árbitro(s): Armando Villarreal | Asistencia: 7 256 espectadores Árbitro(s): Armando Villarreal |

| 14 de noviembre de 2019 | Curazao   | 1:2 (1:1) | Costa Rica              | Estadio Ergilio Hato, Willemstad                        |                                                         |
| 18:30 (19:30 UTC-4)     | Janga 20' | Reporte   | 64' Venegas · 84' Calvo | Asistencia: 11 387 espectadores Árbitro(s): Marco Ortiz | Asistencia: 11 387 espectadores Árbitro(s): Marco Ortiz |

| 17 de noviembre de 2019 | Costa Rica | 1:1 (1:1) | Haití     | Estadio Ricardo Saprissa, Tibás |                           |
| 18:00 (17:00 UTC-6)     | Calvo 27'  | Reporte   | 38' Nazon | Árbitro(s): Said Martínez       | Árbitro(s): Said Martínez |

### Semifinales
| 3 de junio de 2021 | México                                              | 0:0 (5:4 p.)               | Costa Rica                                          | Empower Field at Mile High, Denver                      |                                                         |
| 19:30              |                                                     | Reporte                    |                                                     | Asistencia: 34 451 espectadores Árbitro(s): Bryan López | Asistencia: 34 451 espectadores Árbitro(s): Bryan López |
|                    |                                                     | Tiros desde el punto penal |                                                     |                                                         |                                                         |
|                    | Antuna · Lozano · Pineda · Pulido · Romo · Gallardo |                            | Venegas · Duarte · Alfaro · Lassiter · Calvo · Cruz |                                                         |                                                         |

### Tercer lugar
| 6 de junio de 2021 | Honduras                                            | 2:2 (0:1) (5:4 p.)         | Costa Rica                                           | Empower Field at Mile High, Denver                     |                                                        |
| 16:30              | E. Rodríguez 48' · Elis 80'                         | Reporte                    | 8' Campbell · 85' Calvo                              | Asistencia: 37 648 espectadores Árbitro(s): Reon Radix | Asistencia: 37 648 espectadores Árbitro(s): Reon Radix |
|                    |                                                     | Tiros desde el punto penal |                                                      |                                                        |                                                        |
|                    | López · Elis · Benguché · Rubio · Acosta · Alvarado |                            | Venegas · Calvo · Lassiter · Meneses · Mora · Tejeda |                                                        |                                                        |

## 2022-23

### Fase de grupos - Grupo B
| Pos. | Equipo     | Pts. | PJ | G | E | P | GF | GC | Dif. | Clasificación                                     |
| ---- | ---------- | ---- | -- | - | - | - | -- | -- | ---- | ------------------------------------------------- |
| 1    | Panamá     | 10   | 4  | 3 | 1 | 0 | 8  | 0  | +8   | Fase final y Copa de Oro de la Concacaf 2023      |
| 2    | Costa Rica | 6    | 4  | 2 | 0 | 2 | 4  | 4  | 0    | Copa de Oro de la Concacaf 2023                   |
| 3    | Martinica  | 1    | 4  | 0 | 1 | 3 | 1  | 9  | −8   | Play-offs para la Copa de Oro de la Concacaf 2023 |

 Fuente: Concacaf
Criterios de clasificación: Puntos · Diferencia de goles · Goles a favor · Play-off
| 2 de junio de 2022  | Panamá                  | 2:0 (0:0) | Costa Rica | Estadio Rommel Fernández, Ciudad de Panamá |                                |
| 19:30 (18:30 UTC-5) | Díaz 52' · Waterman 76' | Reporte   |            | Árbitro(s): Fernando Hernández             | Árbitro(s): Fernando Hernández |

| 5 de junio de 2022  | Costa Rica               | 2:0 (1:0) | Martinica | Estadio Nacional, San José |                          |
| 13:00 (11:00 UTC-6) | Campbell 28' · Calvo 88' | Reporte   |           | Árbitro(s): Walter López   | Árbitro(s): Walter López |

| 25 de marzo de 2023 | Martinica | 1:2 (1:0) | Costa Rica                   | Estadio Pierre Aliker, Fort-de-France |                          |
| 19:00               | Biron 19' | Reporte   | Suárez 88' · Contreras 90+1' | Árbitro(s): Drew Fischer              | Árbitro(s): Drew Fischer |

| 28 de marzo de 2023 | Costa Rica | 0:1 (0:0) | Panamá      | Estadio Nacional, San José |                         |
| 22:00 (20:00 UTC-6) |            | Reporte   | Fajardo 77' | Árbitro(s): César Ramos    | Árbitro(s): César Ramos |

## 2023-24
Costa Rica clasificó a los cuartos de final por medio del Ranking FIFA, por lo que no disputó la fase de grupos de la competición de la Liga de Naciones de la Concacaf 2023-24.

### Cuartos de final
| 16 de noviembre de 2023 | Costa Rica | 0:3 (0:2) | Panamá                                  | Estadio Ricardo Saprissa, Tibás                            |                                                            |
| 21:00                   |            | Reporte   | Murillo 4' · Fajardo 29' · Waterman 60' | Asistencia: 17, 787 espectadores Árbitro(s): Mario Escobar | Asistencia: 17, 787 espectadores Árbitro(s): Mario Escobar |

| 20 de noviembre de 2023 | Panamá                                     | 3:1 (3:0) | Costa Rica | Estadio Rommel Fernández, Ciudad de Panamá |                           |
| 20:00                   | Fajardo 20' · Rodríguez 23' · Bárcenas 43' | Reporte   | Calvo 51'  | Árbitro(s): Said Martínez                  | Árbitro(s): Said Martínez |

## 2024-25

### Fase de grupos - Grupo A
| Pos. | Equipo     | Pts. | PJ | G | E | P | GF | GC | Dif. | Clasificación                                           |
| ---- | ---------- | ---- | -- | - | - | - | -- | -- | ---- | ------------------------------------------------------- |
| 1    | Costa Rica | 8    | 4  | 2 | 2 | 0 | 7  | 1  | +6   | Cuartos de Final                                        |
| 2    | Surinam    | 7    | 4  | 2 | 1 | 1 | 9  | 4  | +5   | Cuartos de Final                                        |
| 3    | Guatemala  | 7    | 4  | 2 | 1 | 1 | 6  | 5  | +1   | Fase preliminar de la Copa de Oro de la Concacaf 2025   |
| 4    | Martinica  | 5    | 4  | 1 | 2 | 1 | 4  | 5  | −1   | Fase preliminar de la Copa de Oro de la Concacaf 2025   |
| 5    | Guadalupe  | 4    | 4  | 1 | 1 | 2 | 1  | 4  | −3   | Descenso y Play-in a la Copa de Oro de la Concacaf 2025 |
| 6    | Guyana     | 1    | 4  | 0 | 1 | 3 | 5  | 13 | −8   | Descenso y Play-in a la Copa de Oro de la Concacaf 2025 |

 Fuente: Concacaf
Criterios de clasificación: Puntos · Diferencia de goles · Goles a favor · Play-off
| 5 de septiembre de 2023 | Costa Rica                              | 3:0 (0:0) | Guadalupe | Estadio Nacional, San José |                          |
| 20:00 (UTC-6)           | Calvo 50' · Lassiter 77' · Madrigal 81' | Reporte   |           | Árbitro(s): Katia García   | Árbitro(s): Katia García |

| 9 de septiembre de 2024 | Guatemala | 0:0     | Costa Rica | Estadio Doroteo Guamuch Flores, Ciudad de Guatemala |                             |
| 20:00 (UTC-6)           |           | Reporte |            | Árbitro(s): Daniel Quintero                         | Árbitro(s): Daniel Quintero |

| 11 de octubre de 2024 | Surinam     | 1:1 (1:1) | Costa Rica  | Estadio Franklin Essed, Paramaribo |                             |
| 19:00 (UTC-3)         | Vlijter 34' | Reporte   | Alcócer 12' | Árbitro(s): Adonai Escobedo        | Árbitro(s): Adonai Escobedo |

| 15 de octubre de 2023 | Costa Rica                              | 3:0 (2:0) | Guatemala | Estadio Nacional, San José   |                              |
| 18:00 (UTC-6)         | Madrigal 9' · K. Vargas 38' · Calvo 72' | Reporte   |           | Árbitro(s): Joseph Dickerson | Árbitro(s): Joseph Dickerson |

### Cuartos de final
| Ida; 14 de noviembre de 2024 | Costa Rica | 0:1 (0:0) | Panamá             | Estadio Nacional, San José |                           |
| 20:00 (UTC-6)                |            | Reporte   | Fajardo 66' (pen.) | Árbitro(s): Saíd Martínez  | Árbitro(s): Saíd Martínez |

| Vuelta; 18 de noviembre de 2024 | Panamá                            | 2:2 (2:1) (Global 3:2) | Costa Rica                 | Estadio Rommel Fernández, Ciudad de Panamá |                         |
| 21:00 (UTC-5)                   | Blackman 14' · J. Rodríguez 45+3' | Reporte                | Bran 24' · A. Martínez 73' | Árbitro(s): César Ramos                    | Árbitro(s): César Ramos |